# Чангабанг
Чангабанг (англ. Changabang, «Сяюча гора», 6864 м н.p.м.) — струнка скеляста вершина у Гімалаях Гарвалу, відома своїми надзвичайно складними маршрутами сходжень, розташована на південний схід від домінуючої над нею вершини Каланка (6931 м) у північному охопленні т.зв. Санктуарію Нанда Деві.
Першу невдалу спробу сходження було здійснено ще у 1936 році.
Своїм виглядом вершина приваблювала альпіністів, але через політичні причини доступ до гори став можливим лише у 1974 році.

## Основні маршрути сходження
Зі значними труднощами першопроходження здійснила англо-індійська експедиція, шляхом який як на сьогодні вважається найпростішим. 4 червня 1974 року на вершину піднялися Кріс Бонінгтон, Мартін Бойзен, Л. Андресен, Дуг Скотт, Бальвант Сінгх Санду і Чеванг Таші. Їх маршрут пролягав через плече Каланки по південно-східній стіні, потім східним гребенем на вершину.
Південно-західним гребенем підкорила вершину 6-особова японська експедиція, керована двійкою Yukio Asano i Teruyoshi Karino (13 червня 1976 р. на вершині). Застосовували важку техніку, т.зв. «стиль облоги і буріння».
Західну стіну в рекордному і довготривалому сходженні поконала 2-особова команда британських альпіністів у 1976 році Пітер Бордман i Джо Таскер (вершини досягли 15 жовтня).
Монолітний, майже чисто скельний південний стовп подолала легка польсько-британська експедиція в стилі, наближеному до т.зв. альпійського. 27 вересня 1978 р. по 8 днях акції нон-стоп на вершині стояли: Wojciech Kurtyka, Alex MacIntyre, John Porter i Krzysztof Żurek.
До 1998 р. було запропоновано ще 3 важких скельних маршрути сходження на цю вершину.

## Ресурси Інтернету
- Fotografia zwycięskiej ekipy pol.-ang. w Warszawie, po powrocie z Changabang w październiku 1978 r., nyka.home.pl. Od lewej Wojciech Kurtyka, Krzysztof Żurek, John Porter i Alex MacIntyre. Fot. Józef Nyka (wówczas red. «Taternika», w którego numerze 4 z 1978 r. tę fotografię po raz pierwszy opublikowano). Dostęp 17 marca 2010
- AAJ 1979, John Porter: Bandaka and Changabang[недоступне посилання з травня 2019] (файл pdf, w nim s. 32, Plate 16, fot. z akcji, K. Żurek w głównych trudnościach ściany)
- Ein Bild und Informationen zum Changabang
- Bild vom Changabang[недоступне посилання з червня 2019]
- Changabang bei indianetzone.com (mit Foto)

## Виноски
1. ↑  Hamish Brown. Nanda Devi Sanctuary // Mount. — 1978. — No 61. — P. 30-35.
2. ↑  Alpine J. — 1937. — Vol. 49, Is. 254. — P. 27-40.
3. ↑  Mount. — 1979. — Vol. 65. — P. 44-47.